# Associazione nazionale San Paolo Italia
L'Associazione nazionale San Paolo Italia (ANSPI) è un'associazione di promozione sociale, di ispirazione cattolica, senza fini di lucro, di oratori e circoli.
È presente in 1450 oratori e circoli giovanili, in 13 regioni, 85 province e 121 diocesi.

## Storia
L'ANSPI è stata fondata a Brescia il 13 novembre 1965 da mons. Battista Belloli su ispirazione dal Concilio Vaticano II. 
Nel giro di pochi anni la realtà dell'ANSPI si distribuisce in tutto il territorio nazionale, contando oggi circa duemila affiliati tra oratòri e circoli.
Dalla sua fondazione riceve diversi riconoscimenti giuridici:
- nel 1966 ente morale e civile
- nel 1972 ente a carattere assistenziale
- nel 1972 ente educativo culturale
- nel 2002 ente di promozione sociale
- nel 2022 ente di promozione sociale Ente del Terzo Settore RETE Nazionale APS decreto del 28/10/2022

Inoltre dal 2001 è tra i soci fondatori del FOI (Forum oratori italiani).

## Presidenti nazionali
- Battista Belloli (1965-1999)
- Michele Pinna (1994-1997)
- Paolo Petralia (1997-1998)
- Giulio Bernardinello (1998-2001)
- Filippo Tucci (2001-2003)
- Antenore Vezzosi (2003-2010)
- Vito Campanelli (2010-2017)
- Giuseppe Dessì (2017 - in corso)

## Finalità
L'Associazione si propone di indicare e sostenere in campo sociale, ecclesiale e civile gli aderenti agli oratori e ai circoli in modo da contribuire alla loro educazione integrale, attraverso l'attivazione di iniziative nel campo formativo e ricreativo, secondo la concezione cristiana dell'uomo e per la sua elevazione sociale attraverso i diversi settori associativi.
Essendo un'associazione riconosciuta, offre ai propri aderenti una serie di servizi tra cui assicurazione e riconoscimenti legali e fiscali per ogni tipo di attività (bar, gite, manifestazioni).